# Taylor (Alabama)
Pour les articles homonymes, voir Taylor.
Taylor est une municipalité américaine située dans le comté de Houston en Alabama.
Selon le recensement de 2010, sa population est de 2 375 habitants. La municipalité s'étend sur 7,44 milles carrés (19,27 km2). Une petite partie de la municipalité appartient au comté de Geneva, rassemblant sept habitants sur 0,50 milles carrés (1,29 km2).
La localité doit son nom à l'un de ses premiers habitants, James Taylor. Elle devient une municipalité en 1967.

## Démographie
| 1970 | 1980  | 1990  | 2000  | 2010  | - |
| ---- | ----- | ----- | ----- | ----- | - |
| 174  | 1 003 | 1 352 | 1 898 | 2 375 | - |